# Meghalaya
Meghalaya ist ein indischer Bundesstaat mit einer Fläche von 22.429 km² und knapp 3 Millionen Einwohnern (Volkszählung 2011). Die Hauptstadt Meghalayas ist Shillong (auf 1500 m Höhe, 143.000 Einwohner), die Hauptsprachen sind Khasi und Garo; neben diesen dient Englisch als weitere Amtssprache. Der Name „Meghalaya“ wurde neu gebildet aus Sanskrit und bedeutet „Heimstätte der Wolken“ (in Hindi मेघालय meghālaya).

## Geographie

### Landschaftliche Gliederung

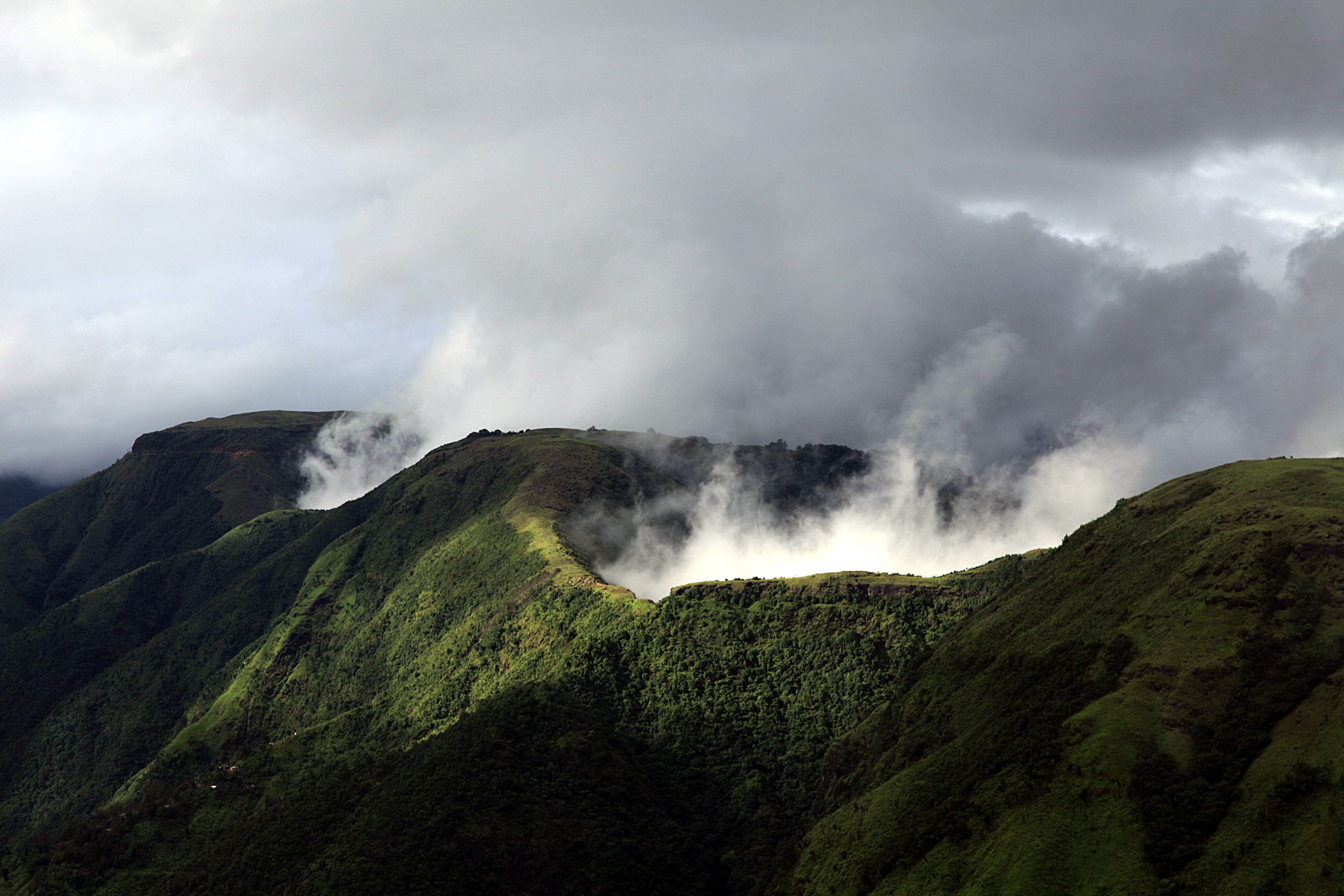
Der Himmel über Meghalaya ist meist wolkenbedeckt, der neugebildete Sanskrit-Name des Staates bedeutet „Wohnstätte der Wolken“ (Abode of the Clouds)

Flächenmäßig ist Meghalaya mit 22.429 km² etwas größer als das deutsche Bundesland Hessen. Der Bundesstaat misst etwa 300 Kilometer in Ost-West-Richtung und ungefähr 100 Kilometer in Nord-Süd-Richtung. Im Norden grenzt der Bundesstaat an den benachbarten Bundesstaat Assam mit den Distrikten Goalpara, Kamrup und Nowgong, und im Osten an die Distrikte Karbi Anglong und Dima Hasao (ehemals North Cachar Hills, ebenfalls Assam). Die südliche und westliche Grenze fällt zusammen mit der Staatsgrenze Indiens zu Bangladesch. Meghalaya hat etwa 443 Kilometer gemeinsame Grenze mit Bangladesch.
Geographisch liegt Meghalaya zwischen dem 24° 58’ und 26° 07’ nördlichen Breitengrad und dem 89° 48’ und 92° 51’ östlichen Längengrad. Topografisch besteht es überwiegend aus Berg- und Hügelland, in das Schluchten und kleine Täler eingeschnitten sind. Die Höhe über dem Meeresspiegel variiert zwischen 150 Metern und 1950 Metern. Nach Norden und Nordwesten hin bildet das Flusstal des Brahmaputra die geographische Begrenzung, nach Süden und teilweise Südwesten die Ebene des Surma (in Bangladesch) und nach Westen hin die zu Assam gehörende Region Cachar.

### Ökoregion
Der Pflanzenbewuchs Meghalayas besteht hauptsächlich aus Monsunwäldern, unterteilt in drei Klimazonen: In Höhen zwischen 30 und 300 Metern finden sich tropische Tiefland-Regenwälder und zwischen 300 und 1100 Metern subtropische Feuchtwälder, die sich bis in die gemäßigte Höhenstufe zwischen 1100 und 1900 Metern erstrecken, mit stellenweisen Nebelwäldern. Bambuswälder bedecken 14 % der Fläche Meghalayas; insgesamt sind 12 % aller bewaldeten Flächen in staatlichem Besitz und werden von Aufsehern betreut.
Meghalaya gehört zum asiatischen Biodiversitäts-Hotspot Indo-Myanmar (19). Die WWF-Ökoregion Meghalaya Subtropical Forests (IM0126) umfasst die gesamte Erhebung mit ihren Bergen und dem Hochplateau und gilt als eine der artenreichsten von ganz Asien, mit außergewöhnlich vielen indigenen Pflanzen- und Tierarten. Von hier stammen hunderte Orchideen, viele ursprüngliche Reis-, Bananen- und Zitrusarten, einige Magnolien (Michelia) sowie die einzige Kannenpflanze Indiens: Nepenthes khasiana. 850 Heilpflanzen sind für Meghalaya gelistet, über 370 medizinische Pflanzen werden regelmäßig von drei Vierteln der Bevölkerung als Volksmedizin genutzt, meist wild gesammelt.
In Meghalaya leben 139 Säugetierarten, darunter der Asiatische Elefant, der Königstiger, der Nebelparder, die Gold- und die Bengalkatze und 7 Primaten wie der Weißbrauen-Gibbon („kleiner Menschenaffe“) und einige Makaken. 659 Vogel-, 107 Reptilien- und 152 Fischarten wurden festgestellt.
Der World Wide Fund For Nature (WWF) gibt an, dass bereits zwei Drittel der gesamten Ökoregion entwaldet oder degradiert wurden und die 7 staatlich geschützten Gebiete weniger als 1 % der Ökoregion ausmachen. Zur Entwaldung tragen außerdem großräumiger Abbau von Kohle, Kalkstein und Uran und entsprechende Infrastrukturen bei. Das staatliche Wildlife Institute of India (wii) gibt 2017 an, dass insgesamt 6 % der Staatsfläche Meghalayas als Protected Area verschiedener Art geschützt werden. Die über 100 heiligen Wälder der Khasi leisten nur einen kleinen Beitrag zur dringend benötigten Aufforstung.

### Klima
Das Klima Meghalayas ist gemäßigt, variiert mit der Höhe über dem Meeresspiegel und steht unter dem Einfluss des Südwest-Monsuns und nordöstlicher Winde im Winter. Die Khasi und Jaintia Hills weisen ein durchgängig angenehm gemäßigtes Klima auf. In den Ebenen der Garo Hills herrscht ein feucht-warmes Klima. Die vier Jahreszeiten sind Frühling (März/April), Sommer (Monsunzeit von Mai bis September), Herbst (Oktober/November) und Winter (Dezember bis Februar). Die Regenperiode der Monsunzeit beginnt üblicherweise in der dritten Maiwoche und sie dauert bis Ende September, manchmal auch bis Mitte Oktober. Der durchschnittliche Jahresniederschlag liegt im Westen Meghalayas bei 2600 mm, im nördlichen Meghalaya zwischen 2500 und 3000 mm und im Südosten bei 4000 mm. Den größten Niederschlag gibt es an den Südhängen der Khasi Hills, die die regenreichsten Regionen der ganzen Welt überhaupt darstellen. In Cherrapunji (Sohra), dem „nassesten Ort der Welt“ werden im Mittel 12.000 mm Jahresniederschlag registriert.

### Größte Städte

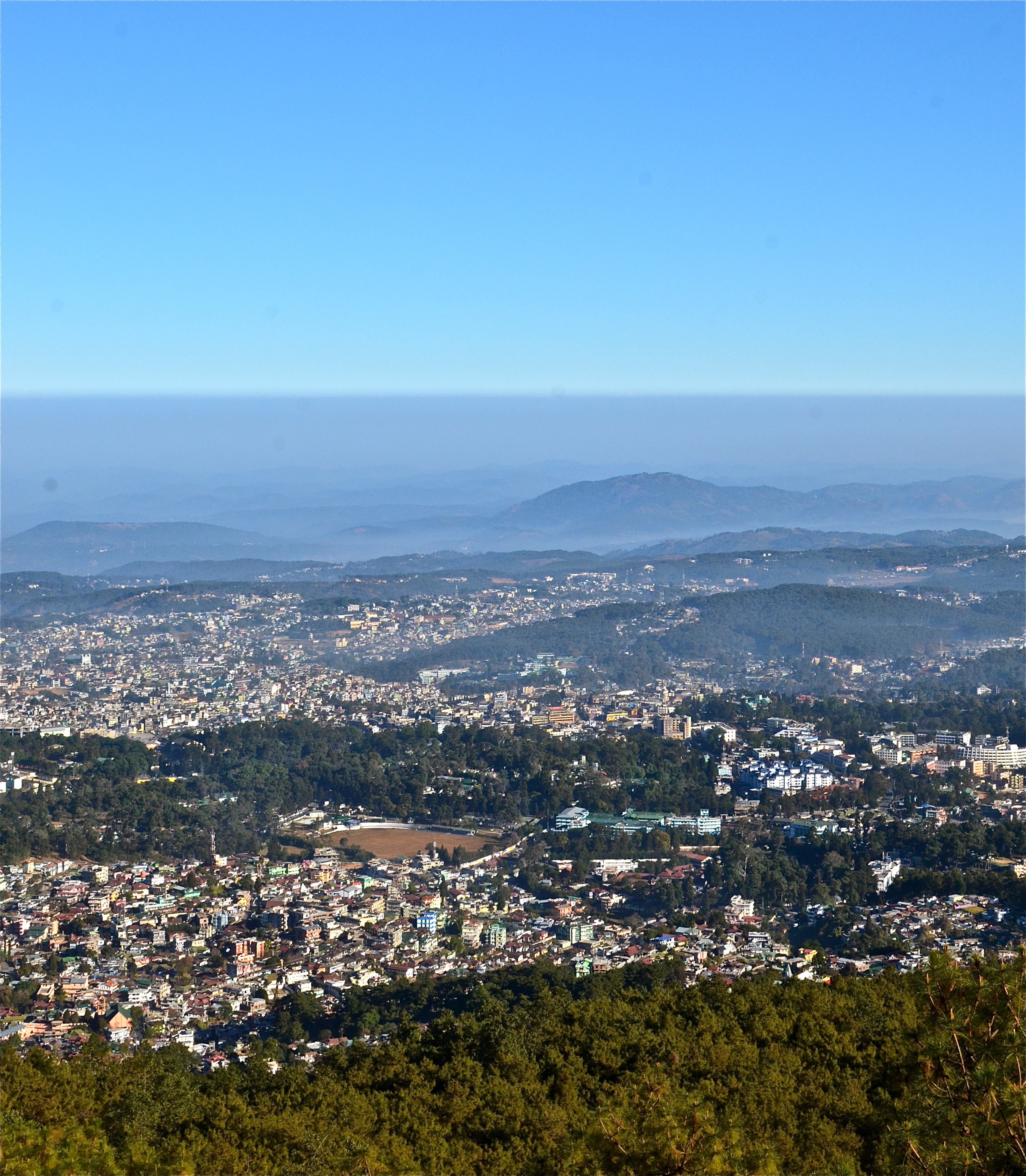
Luftbild der Hauptstadt Shillong:
gelegen auf der Hochebene auf 1500 m,
143.200 Einwohner 2011,
bis 1972 die Hauptstadt von Assam (2011)

| Stadt          | Einwohner 2011 | 2001    |
| -------------- | -------------- | ------- |
| Shillong       | 143.229        | 132.876 |
| Tura           | 074.858        | 058.391 |
| Mawlai         | 055.012        | 038.241 |
| Nongthymmai    | 038.004        | 034.209 |
| Nongstoin      | 028.742        | 022.003 |
| Jowai          | 028.430        | 025.023 |
| Pynthorumkhrah | 027.219        | 022.108 |

## Bevölkerung

### Demografie
Nach der Volkszählung 2011 hatte Meghalaya 2.966.889 Einwohner, 20 % lebten in Städten. Die Bevölkerungsdichte lag mit 132 Einwohnern pro Quadratkilometer deutlich unter dem indischen Durchschnitt (382 Einwohner je Quadratkilometer). Rund 86 % der Einwohner gehörte zu einem der 17 Scheduled Tribes (staatlich anerkannte Stammesvölker):
|  | 2.966.889 = Einwohner 2.555.861 = 86,1 % Stammesbevölkerung 1.411.775 = 47,6 % Khasi („Khasi, Jaintia, Synteng, Pnar, War, Bhoi, Lyngngam“: im mittleren und östlichen Drittel Meghalayas) 0.821.026 = 27,7 % Garo (im westlichen Drittel) 0.038.576 = 01,3 % Hajong (im Westen) 0.032.662 = 01,1 % Raba 0.022.716 = 00,7 % Koch 0.019.289 = 00,6 % Karbi (im Nordosten) 0.001.578 = 00,1 % Synteng (eine eigenständige kleine Gruppe im Osten) 000000f… = weitere 10 kleine Ethnien |

### Sprachen
Die beiden Hauptsprachen Meghalayas sind Khasi und Garo, die Sprachen der beiden gleichnamigen Hauptstämme. Khasi wird nach der Volkszählung 2001 von 47,0 % der Bevölkerung gesprochen und gehört zum Zweig der Mon-Khmer-Sprachen der austroasiatischen Sprachfamilie. Garo gehört zu den tibetobirmanischen Sprachen und wird von 31,4 % der Einwohner des Bundesstaats gesprochen. Ebenfalls tibetobirmanisch sind die kleineren Stammessprachen Maram (1,5 %), Rabha (1,0 %) und Koch (0,9 %). Unter der nicht-indigenen Bevölkerung sind die indoarischen Sprachen Bengali (8,0 %), Nepali (2,3 %), Hindi (2,2 %), Marathi (1,7 %) und Asamiya (1,6 %) verbreitet. Als Amtssprachen dienen Khasi, Garo und Englisch.

### Religionen
Meghalaya ist einer von drei mehrheitlich christlichen Bundesstaaten Indiens, neben den auch in Nordostindien gelegenen Mizoram und Nagaland (im nahen Arunachal Pradesh bilden die Christen mit 30,3 % eine nur knappe Mehrheit). Durch die Missionstätigkeit vor allem von Baptisten ist ein großer Teil der Stammesbevölkerung zum Christentum übergetreten (vergleiche Christliche Mission in Indien). Laut der Volkszählung in Indien 2011 sind 75 % der Einwohner Meghalayas Christen, in der Minderheit sind Hindus (12 %) und Muslime (4 %). Unter „andere Religionen und Überzeugungen“ werden 9 % der Einwohner gelistet. Bei diesen handelt es sich in Meghalaya vor allem um animistische Glaubensformen der indigenen Bevölkerung, den Stammesreligionen Niam Khasi, Niamtre und Songsarek (bei den Garo). Meghalaya hat mit 9.089 Atheisten (0,3 % glauben nicht an Göttlichkeit) die zweitmeisten in Indien (33.304), hinter dem großen zentralindischen Maharashtra mit 9.650 Atheisten (siehe Atheismus in Indien und Meghalaya im indienweiten Vergleich).
Die folgende Liste zeigt die Anteile der Religionsanhänger in Meghalaya, bei den Khasi, den Garo sowie in ganz Indien (Vergleich: weltweit):
|    | Meghalaya (2.967.000 E.) | Meghalaya (2.967.000 E.)       | Khasi (47,6 % der Einwohner) | Khasi (47,6 % der Einwohner)     | Garo (27,7 % der Einwohner) | Garo (27,7 % der Einwohner)      | Indien (1.211 Mio. Einw.) | Indien (1.211 Mio. Einw.)    |
| %  | Religion 2011 (2001)     | %                              | Religion 2011                | %                                | Religion 2011               | %                                | Religion 2011 (2001)      |                              |
| -- | ------------------------ | ------------------------------ | ---------------------------- | -------------------------------- | --------------------------- | -------------------------------- | ------------------------- | ---------------------------- |
| 1  | 74,59 %                  | Christen (70,25 %)             | 83,14 %                      | Christen                         | 95,86 %                     | Christen                         | 2,30 %                    | Christen (2,34 %)            |
| 2  | 11,53 %                  | Hindus (13,27 %)               | 0,72 %                       | Hindus                           | 0,58 %                      | Hindus                           | 79,80 %                   | Hindus (80,46 %)             |
| 3  | 4,40 %                   | Moslems (4,28 %)               | 0,36 %                       | Moslems                          | 0,44 %                      | Moslems                          | 14,23 %                   | Moslems (13,43 %)            |
| 4  | 0,33 %                   | Buddhisten (0,20 %)            | 0,13 %                       | Buddhisten                       | 0,41 %                      | Buddhisten                       | 0,70 %                    | Buddhisten (0,77 %)          |
| 5  | 0,10 %                   | Sikhs (0,13 %)                 | 0,01 %                       | Sikhs                            | 0,02 %                      | Sikhs                            | 1,72 %                    | Sikhs (1,87 %)               |
| 6  | 0,02 %                   | Jainas (0,03 %)                | < 0,01 %                     | Jainas                           | < 0,01 %                    | Jainas                           | 0,37 %                    | Jainas (0,41 %)              |
| 7  | 8,71 %                   | „andere Rel. und Ü.“ (11,53 %) | 15,41 %                      | „andere Rel. und Überzeug.“      | 2,47 %                      | „andere Rel. und Überzeug.“      | 0,66 %                    | „andere Religionen“ (0,65 %) |
| 8  | 4,59 %                   | Niam Khasi (138.480)           | 9,24 %                       | Niam Khasi (89,5 % ländlich)     | 0 %                         | Niam Khasi                       | 0,01 %                    | Niam Khasi (138.512)         |
| 9  | 2,73 %                   | Niamtre (84.258)               | 5,49 %                       | Niamtre (88,1 % ländlich)        | 0 %                         | Niamtre                          | < 0,01 %                  | Niamtre (84.276)             |
| 10 | 0,65 %                   | Songsarek(19.803)              | 0 %                          | Songsarek (Garo-Religion)        | 2,10 %                      | Songsarek(100 % ländlich)        | 0,41 %                    | Sarna (4.957.467)            |
| 11 | 0,29 %                   | Atheisten (9.089)              | 0,48 %                       | Atheisten (6.830: 92 % ländlich) | 0,16 %                      | Atheisten (1.339: 99 % ländlich) | < 0,01 %                  | Atheisten (33.304)           |
| 12 | 0,32 %                   | „nicht angegeben“              | 0,22 %                       | „nicht angegeben“                | 0,21 %                      | „nicht angegeben“                | 0,24 %                    | „nicht angegeben“            |

Seitens der katholischen Kirche in Indien bestehen in Meghalaya das Erzbistum Shillong (Distrikte Ri-Bhoi und East Khasi Hills) sowie die Bistümer Jowai (East und West Jaintia Hills), Nongstoin (South West und West Khasi Hills) und Tura (East, North, South, South West und West Garo Hills). In Shillong führen die Salesianer seit 2001 das „Don Bosco-Zentrum für indigene Kulturen“ (DBCIC: Don Bosco Centre for Indigenous Cultures) mit dem großen anthropologischen Don Bosco Museum. Das DBCIC umfasst Forschungen, Publikationen, Trainings- und Animationsprogramme in Bezug auf die Kulturen in Nordostindien und Umgebung.
Es gibt in Meghalaya etwa 350.000 Hindus (12 %), von den insgesamt 17 Stammesvölkern sind aber nur 3 hinduistisch: die Hajong, die Raba und die Koch, zusammen 100.000 Angehörige.

### Gesellschaft
Die beiden großen indigenen Völker Meghalayas – die Khasi und die Garo – hatten im Jahr 2011 zusammen 2.232.801 Angehörige (75,3 % der Gesamtbevölkerung), auf sie geht die Gründung von Meghalaya als eigenem Staat zurück (im Jahr 1972). Beide Völker haben Abstammungsregeln, nach denen die Familienangehörigkeit nur von der Linie der Mutter hergeleitet wird (Matrilinearität: Mütterlinien). Beide Völker leben in Großfamilien, die über gemeinsame Abstammungen zu großen Clans zusammengeschlossen sind (siehe die 3363 Clans der Khasi, bei den Garo gibt es 3 große Clans). Kinder bekommen den Familiennamen ihrer Mutter und gehören zu ihrem Clan, während die Väter ihre Familien- und Clan-Zugehörigkeit nicht an Kinder weitergeben können. Der Besitz von Land und Vermögen liegt in den Händen der Frauen, die ihn für die gesamte Familie verwalten und ihn (vorwiegend) an ihre Töchter vererben. Bei den Khasi erbt bevorzugt die jüngste Tochter den Familienbesitz und damit die Leitung und die Verantwortung für die Familiengruppe (Ultimogenitur: Nachfolge der Letztgeborenen, siehe Khasi-Schaubild), bei den Garo erbt bevorzugt die älteste Tochter (Primogenitur). Einer Erbtochter steht immer ihr (älterer) Bruder zur Seite sowie ihr mutterseitiger Onkel, er wirkt bei offiziellen Anlässen als Familienvorstand. In Medienberichten wird Meghalaya verallgemeinernd als „Land der Frauen“ bezeichnet, aber in den Dorfgemeinschaften und den autonomen Distrikträten übernehmen traditionell die Männer die Aufgabe der Ratsherren und des exekutiven Vorstehers; jeder Clan hat neben der Clanmutter einen Häuptling als Anführer.
Während Garo-Ehepaare oft einen eigenen, neuen Wohnsitz gründen (Neolokalität), ziehen bei den meisten Khasi-Unterstämmen die Ehemänner zur Ehefrau und ihrer Mutter (Matrilokalität: ehelicher Wohnsitz bei der Mutter). Eine Khasi-Frau hat mit ihrem mutterseitigen Onkel einen sozialen Vater an ihrer Seite (Avunkulat des Mutterbruders; vergleiche auch Oheim), und ihr eigener Bruder wird der soziale Vater ihrer Kinder sein.
Die Khasi und die Garo sind die einzigen matrilinearen Völker in Nordindien, es gibt in Südindien zwei kleine Ethnien (Nayar und Lakshadweep) und weltweit etwa 160 mit Mütterlinien, darunter die südchinesischen Mosuo, die Minangkabau auf Sumatra und viele Indianer-Stämme in Amerika.
| Geschlechterverteilung in Meghalaya | Geschlechterverteilung in Meghalaya | Geschlechterverteilung in Meghalaya | Geschlechterverteilung in Meghalaya | Geschlechterverteilung in Meghalaya | Geschlechterverteilung in Meghalaya | Geschlechterverteilung in Meghalaya | Geschlechterverteilung in Meghalaya |
| Jahr                                | Einwohner                           | plus                                | Indien                              | Frauen : Männer                     | Indien                              | unter 6                             | Indien                              |
| ----------------------------------- | ----------------------------------- | ----------------------------------- | ----------------------------------- | ----------------------------------- | ----------------------------------- | ----------------------------------- | ----------------------------------- |
| 2011                                | 2.966.900                           | +28 %                               | +18 %                               | 989 : 1000 M                        | 943                                 | 970                                 | 914                                 |
| 2001                                | 2.318.800                           | +31 %                               | +22 %                               | 972 : 1000 M                        | 933                                 | 973                                 | 927                                 |
| 1991                                | 1.774.800                           | +33 %                               | +24 %                               | 955 : 1000 M                        | 927                                 | 986                                 | 945                                 |
| 1981                                | 1.335.800                           | +32 %                               | +25 %                               | 954 : 1000 M                        | 934                                 | …                                   | …                                   |
| 1971                                | 1.011.700                           | +32 %                               | +25 %                               | 942 : 1000 M                        | 930                                 | …                                   | …                                   |
| 1961                                | 0.769.400                           | +27 %                               | +22 %                               | 937 : 1000 M                        | 941                                 | …                                   | …                                   |
| 1951                                | 0.605.700                           | 0+9 %                               | +13 %                               | 949 : 1000 M                        | 946                                 | …                                   | …                                   |
| 1941                                | 0.555.800                           | +16 %                               | +14 %                               | 966 : 1000 M                        | 945                                 | …                                   | …                                   |
| 1931                                | 0.480.800                           | +14 %                               | +11 %                               | 971 : 1000 M                        | 950                                 | …                                   | …                                   |
| 1921                                | 0.422.400                           | 0+7 %                               | 0−1 %                               | 1000 : 10000 M                      | 955                                 | …                                   | …                                   |
| 1911                                | 0.394.000                           | +16 %                               | 0+6 %                               | 1013 : 10000 M                      | 964                                 | …                                   | …                                   |
| 1901                                | 0.340.500                           | …                                   | …                                   | 1036 : 10000 M                      | 972                                 | …                                   | …                                   |

### Geschlechtsspezifische Daten
Meghalaya ist weltweit der einzige (Bundes-)Staat mit einer offiziell matrilinearen Gesellschaft (Mütterlinien); sowohl die Regierung Meghalayas als auch die indische Unionsregierung betonen diese matrilineal society, deren mutterseitige Abstammungsregel und Familienzugehörigkeit in der Verfassung verankert ist.
In Bezug auf die Geschlechterverteilung lag Meghalaya bei der Volkszählung in Indien 2011 mit 989 weiblichen zu 1000 männlichen Einwohnern indienweit auf Rang 6 – auf Rang 1: das südindische Kerala mit 1084 Frauen (Indien: 943). Bei Kindern unter 6 Jahren lag Meghalaya mit 970 Mädchen zu 1000 Jungen auf Rang 2 – hinter dem nordostindischen Arunachal Pradesh mit 972 Mädchen (Indien: 914).
In Indien ist der Anteil von Frauen an der Bevölkerung nach einem stetigen Absinken seit 1991 wieder angestiegen auf 943 Frauen zu 1000 Männern im Jahr 2011 (vergleiche die Tabelle zur Geschlechterverteilung rechts), während der Anteil in Meghalaya seit 1971 angestiegen ist auf 989 Frauen. Bei den Khasi lag das Verhältnis weit darüber bei 1033 Frauen (Garo: 988), während es bei ihren Mädchen abnahm auf 971 (Garo: 976). Weltweit wird das Geschlechtsverhältnis von männlichen zu 100 weiblichen Einwohnern gemessen, im Jahr 2015 waren es 102 Männer (107 Jungen zu 100 Mädchen), in Indien: 106,7 männlich, bei Geburt: 107,7 Jungen je 100 Mädchen, also 11 % mehr männlicher Nachwuchs (weltweit auf dem 4. Rang).

#### Alphabetisierungsrate

2011: Lesefähigkeit in Indien: 73,0 %
Meghalaya: 74,4 % • Khasi: 77,0 %

Die Lesefähigkeit wurde im Jahr 2011 indienweit berechnet bei allen Personen ab 6 Jahren:
| Meghalaya (3 Mio. Einwohner)                                                                    | Indien (1,21 Mrd. Einwohner 2011)                                                                             |
| ----------------------------------------------------------------------------------------------- | --- |
| 0r 74,4 % (63 % in 2001) ♀ 72,9 % der Frauen: 48,8 % der Alphabeten ♂ 76,0 % der Männer: 51,2 % | 0r 73,0 % (65 % in 2001; 18 % in 1951) ♀ 64,6 % der Frauen: 43,0 % der Alphabeten ♂ 80,9 % der Männer: 57,0 % |
| Scheduled Tribes in Meghalaya (86 % der Einw.)                                                  | ST in Indien (705 anerkannte: 9 % aller Einw.)                                                                |
| 0r 74,5 % (61 % in 2001) ♀ 73,6 % der Frauen: 50,0 % der Alphabeten ♂ 75,5 % der Männer: 50,0 % | 0r 59,0 % (47 % in 2001) ♀ 49,4 % der Frauen: 41,8 % der Alphabeten ♂ 68,5 % der Männer: 58,2 %               |
| Khasi (48 % der Einwohner, 55 % der Tribes)                                                     | Garo (28 % der Einwohner, 32 % der Tribes)                                                                    |
| 0r 77,0 % (66 % in 2001) ♀ 78,5 % der Frauen: 52,2 % der Alphabeten ♂ 75,5 % der Männer: 47,8 % | 0r 71,8 % (55 % in 2001) ♀ 67,6 % der Frauen: 46,8 % der Alphabeten ♂ 76,0 % der Männer: 53,2 %               |

Weltweit wird die Lesefähigkeit ab 15 Jahren bemessen, sie lag im Jahr 2015 bei 86,3 % (82,7 % bei Frauen und 90,0 % bei Männern), in Indien: 71,2 % = 60,6 % ♀ und 81,3 % ♂.

#### Indexe
Menschliche und geschlechtsspezifische Entwicklung

2006 – die Werte der Unionsregierung:
HDI Indien: 0,605
Meghalaya: 0,629 (siehe die Karte)
----
2006 – die Werte der Vereinten Nationen:
HDI Indien: 0,544
Meghalaya: 0,543 (vergleiche HDI-Liste)

Als Vergleichsmaß für Wohlstand und die Gleichstellung der Geschlechter in den Ländern der Welt berechnet das Entwicklungsprogramm der Vereinten Nationen (UNDP) jährlich mehrere statistische Indexe (Kennzahlen mit Werten von niedrigen 0,001 bis optimal 1,000):
1. HDI Human Development Index „Index der menschlichen Entwicklung“ = durchschnittliche Lebenserwartung, Schuljahre und Kaufkraft pro Kopf (offiziell ab 1990)
2. GDI Gender Development Index „Index der geschlechtsspezifischen Entwicklung“ = HDI-Werte von Frauen und Männern im Verhältnis zueinander (offiziell ab 1995)
3. GEM Gender Empowerment Measure „Frauenbeteiligungsindex“ = politische und wirtschaftliche Beteiligung und das Einkommen, nach Geschlecht getrennt (1995–2014)
4. GII Gender Inequality Index „Index der geschlechtsspezifischen Ungleichheit“ = reproduktive Gesundheit von Frauen, Frauenanteil im Parlament sowie Schulbildung und Erwerbsbeteiligung im Geschlechtervergleich (ab 2010)

Sowohl die Regierung Meghalayas (Planungsabteilung) als auch die indische Unionsregierung (Ministerium für Frauen- und Kindesentwicklung) haben auf der Grundlage von UNDP-Berechnungsmethoden eigene Kalkulationen erstellt, mit teils abweichenden Werten. Sie dienen als Planungsgrundlagen für Verbesserungsprogramme; die jeweilige Ranglistung kann sich dabei auf die 29 Bundesstaaten Indiens beziehen oder auch die 7 Unionsterritorien einschließen. Der HDI der insgesamt 705 Scheduled Tribes wird berechnet als geringe 0,270 (unverändert seit 2000).
- 1991: HDI von Meghalaya auf Rang 18 mit 0,464 (Indien: 0,432)[29]

Laut Meghalayas Regierung: Rang 24 mit 0,365 (Indien: 0,381), und der damalige GDI (Gender Disparity Index) auf Rang 7 mit 0,807 (Indien: 0,676) – als Grund dieser geschlechtlichen Besserstellung nennt auch die indische Regierung die Matrilinearität der Gesellschaft („due to matrilineal society“).
- 2006: HDI von Meghalaya auf Rang 22 mit 0,543 (Indien: 0,544)[29]

Die Unionsregierung gibt an: Rang 17 mit 0,629 (Indien: 0,605), GDI auf Rang 14 mit 0,624 (Indien: 0,590) und GEM auf Rang 28 mit 0,346 (Indien: 0,497). Für das Jahr 2011 berechnet die UNDP den neuen GII für Indien mit 0,617 auf Rang 129 (von 146 Ländern).
- 2017: HDI von Meghalaya auf Rang 19 mit 0,650 = vergleichbar Guatemala oder Tadschikistan (vergleiche auch die Liste der Bundesstaaten nach ihrem Bruttoinlandsprodukt BIP)

Indien belegt in der Welt den Rang 132 mit 0,633 (2016: Rang 129), vergleichbar Namibia, und gehört damit zu den Ländern mit „mittlerer menschlicher Entwicklung“. Der HDI aller Scheduled Tribes liegt weiterhin bei nur 0,270. Geschlechtsspezifisch hat Indien niedrige Werte, vor allem wegen der geringen Erwerbstätigkeit und politischen Beteiligung von Frauen: GDI 0,841 (Rang 149: HDI 0,575 ♀ zu 0,683 ♂) und GII 0,524 (Rang 127); für Meghalaya sind diese Daten nicht bekannt.
 Femdex (2015)
Den Index namens Femdex (India Female Empowerment Index: vergleichbar dem früheren GEM) errechnete das McKinsey Global Institute im Jahr 2015 für die 29 indischen Bundesstaaten und die 3 größten der Unionsterritorien. Dabei belegte Meghalaya den 2. Rang mit 0,69 (hinter Mizoram: 0,70; Indien: 0,54), vergleichbar zu Argentinien, China und Indonesien – während das benachbarte Assam mit 0,47 den drittniedrigsten Femdex in Indien hatte (vergleichbar zu Jemen oder Tschad). Die Gleichstellung der Geschlechter in Bezug auf Arbeit war in Meghalaya und Mizoram mit 0,56 deutlich ausgeprägter als in den anderen 30 Staaten, wobei in Mizoram die Frauen mit 0,87 gesellschaftlich besser gestellt waren als in Meghalaya mit 0,82 (Rang 1: Chandigarh mit 0,92).
| Wirtschaftliche Indikatoren für Meghalaya | Wirtschaftliche Indikatoren für Meghalaya | Wirtschaftliche Indikatoren für Meghalaya | Wirtschaftliche Indikatoren für Meghalaya | Wirtschaftliche Indikatoren für Meghalaya | Wirtschaftliche Indikatoren für Meghalaya | Wirtschaftliche Indikatoren für Meghalaya |
| Jahr                                      | HDI                                       | Indien                                    | Strom pro Kopf                            | Indien ø                                  | Armut                                     | Indien                                    |
| ----------------------------------------- | ----------------------------------------- | ----------------------------------------- | ----------------------------------------- | ----------------------------------------- | ----------------------------------------- | ----------------------------------------- |
| 2012                                      | 0,659                                     | 0,599                                     | 489 kWh                                   | 709 kWh                                   | 11,9 %                                    | 21,9 %                                    |
| 2011                                      | 0,641                                     | 0,591                                     | 583 kWh                                   | 766 kWh                                   | …                                         | …                                         |
| 2010                                      | 0,621                                     | 0,581                                     | 572 kWh                                   | 726 kWh                                   | 17,1 %                                    | 29,8 %                                    |
| 2009                                      | 0,600                                     | 0,570                                     | 598 kWh                                   | 672 kWh                                   | …                                         | …                                         |
| 2008                                      | 0,584                                     | 0,564                                     | 531 kWh                                   | 648 kWh                                   | …                                         | …                                         |
| 2007                                      | 0,565                                     | 0,555                                     | 458 kWh                                   | 607 kWh                                   | …                                         | …                                         |
| 2006                                      | 0,543                                     | 0,544                                     | 493 kWh                                   | 563 kWh                                   | …                                         | …                                         |
| 2005                                      | 0,531                                     | 0,535                                     | 530 kWh                                   | 533 kWh                                   | 16,1 %                                    | 37,2 %                                    |

## Wirtschaft

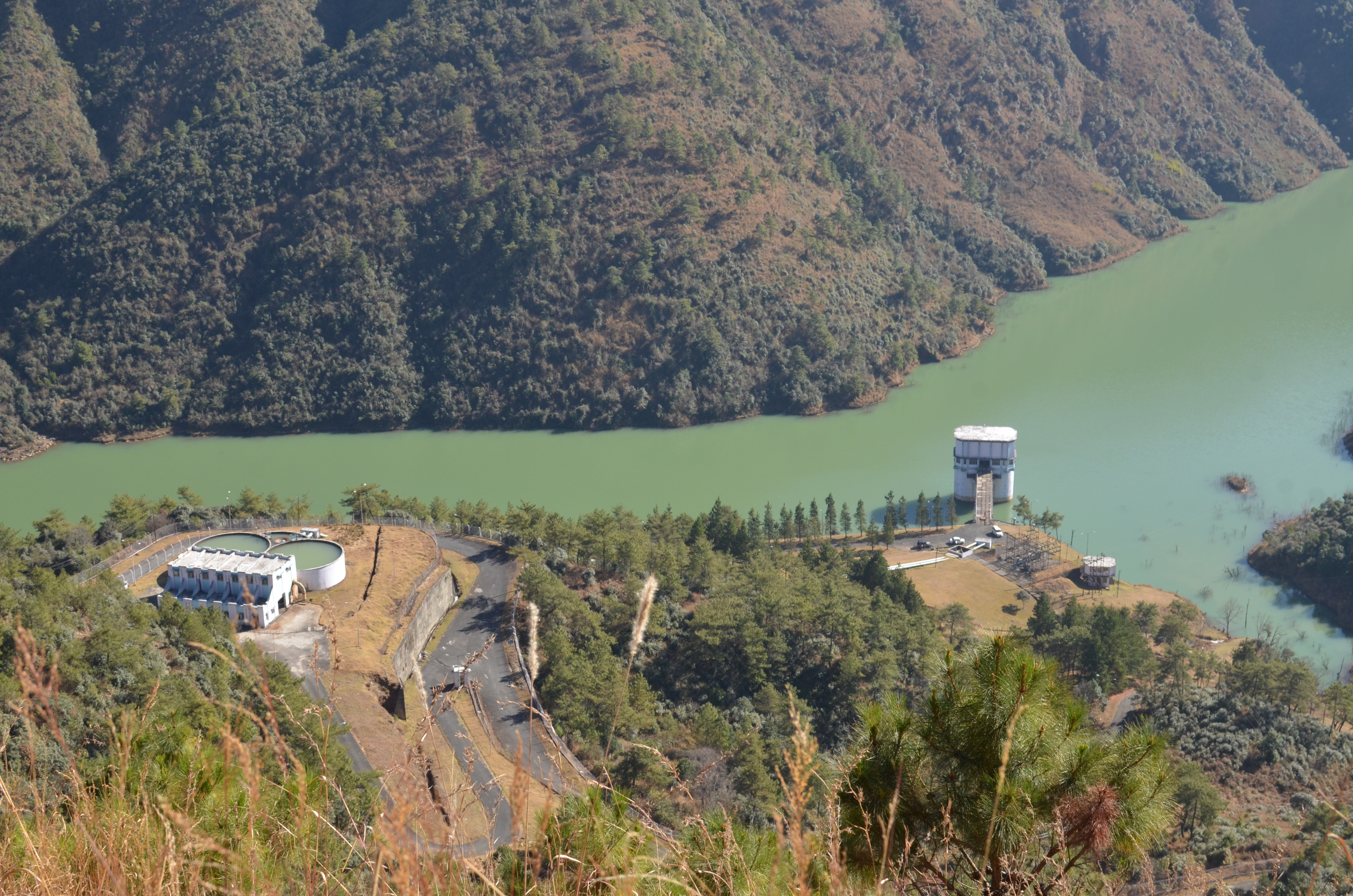
Mawphlang-Staudamm zur Stromerzeugung (2011)

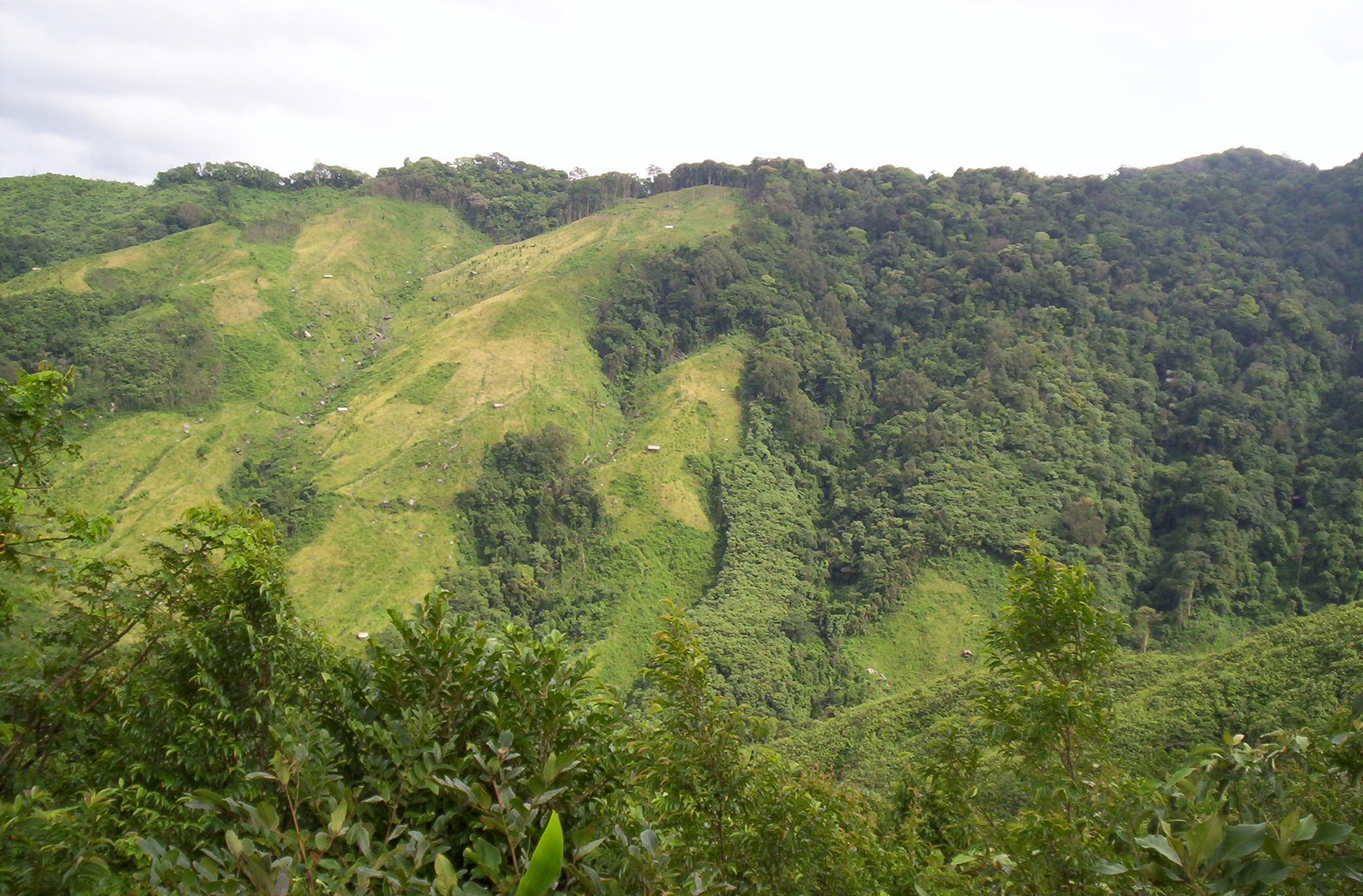
Frühere Brandrodungen im heutigen kleinen UNESCO-Biosphärenreservat Nokrek in den Garo-Bergen (2004)

Alle der insgesamt 17 in Meghalaya ansässigen Stammesvölker (Scheduled Tribes) betreiben hauptsächlich Bedarfswirtschaft zur Selbstversorgung (Subsistenzwirtschaft). Die Hauptrolle spielt dabei der Wander-Feldbau (shifting cultivation), der mit der Brandrodung (jhumming) einer Waldfläche beginnt, um ein Feld für ihren Pflanzbau vorzubereiten. Diese landwirtschaftliche Technik hat in den letzten Jahrzehnten zu Umweltschäden geführt durch die fortschreitende Entwaldung mit nachfolgender starker Erosion und Degradation der Böden. Ein Grund dafür war auch die Bevölkerungsexplosion durch die mehr als Verdopplung der Gesamtbevölkerung von 1,33 Mio. im Jahr 1981 auf 3 Mio. in 2011.
Da in Meghalaya 82 % aller Häuser in Eigenbesitz sind (nur 16 % werden vermietet) und alle Dorfbewohner gleichgestellte Nutzungsrechte am Gemeinschaftsland haben, ergibt sich eine nur geringe offizielle Arbeitslosigkeit von 4,8 %. Unter der Armutsgrenze lebten im Jahr 2012 in Meghalaya 11,9 % der Einwohner (weniger als 890 indische Rupien monatlich auf dem Land oder 1150 in Städten), während es indienweit 21,9 % waren (816 Rupien monatlich auf dem Land, 1000 in Städten). Auch in den vergangenen Jahren lag die Armutsquote in Meghalaya deutlich unter dem Durchschnitt Indiens (siehe Tabelle rechts).
Der Index der menschlichen Entwicklung (HDI: Human Development Index), berechnet vom Entwicklungsprogramm der Vereinten Nationen (UNDP), liegt seit 2007 für Meghalaya über dem indienweiten Wert (siehe auch oben den Abschnitt zu Indexen).
Meghalaya verfügt über reichhaltige Lagerstätten von Steinkohle, Kalkstein, Kaolin (Tonerden), Sillimanit (95 % der indischen Vorkommen) und Uran. Der Abbau wird größtenteils kleinteilig als sogenannter „Rattenlochbergbau“ betrieben, unter teils ungesetzlichen und Menschenleben gefährdenden Bedingungen (siehe Bergbau in Meghalaya).

## Geschichte

Kartenausschnitt aus Imperial Gazetteer of India (1909):
die Khasi-Berge in der Mitte als Gebiet „indirekter Herrschaft“
die Garo-Berge im Westen und die Jaintia-Berge im Osten als britischer Besitz

Zur Zeit Britisch-Indiens standen nur das Garo-Bergland und die Jaintia-Berge unter direkter britischer Herrschaft, während die Khasi-Berge sich nur in loser Abhängigkeit befanden und sich weitestgehend selbst verwalteten. Eine weitreichende Folge der Kolonialherrschaft war die Christianisierung eines großen Teils der Bevölkerung, die zuvor überwiegend animistischen Vorstellungen anhing, durch britische und amerikanische Missionare in der zweiten Hälfte des 19. Jahrhunderts und ersten Hälfte des 20. Jahrhunderts. Nach der Unabhängigkeit Indiens 1947 wurde die Region in Form zweier Distrikte (Garo Hills und United Khasi and Jainthia Hills) an den Bundesstaat Assam angegliedert. Der Bundesstaat Assam wies eine außerordentliche sprachlich-ethnische Heterogenität auf. Die Väter der im Jahr 1950 in Kraft getretenen indischen Verfassung nahmen insofern darauf Rücksicht, als die Verfassung Sonderregelungen für die sogenannten Stammesgebiete (tribal areas) im Bergland Assams vorsah. Die zu den Stammesgebieten gehörenden Distrikte erhielten ein gewisses Selbstverwaltungsrecht und die Verfassung sah explizit auch die Möglichkeit vor, dass sie durch die Zentralregierung aus Assam ausgegliedert und zu eigenen Bundesstaaten erhoben werden konnten, wenn dies zweckmäßig erschien.

Assam und der indische Nordosten im Jahr 1960; Meghalaya entstand später aus den beiden autonomen Distrikten Garo Hills und United Khasi and Jaintia Hills

Im Jahr 1960 kam es zu einer entscheidenden Entwicklung, die den Stein hin zur Bildung Meghalayas als eigenem Bundesstaat ins Rollen brachte. Das Parlament Assams verabschiedete den Assam Official Language Act, 1960, ein Gesetzespaket, das die Einführung des Assamesischen als ausschließliche Verwaltungssprache des Bundesstaates Assam vorsah. Das Gesetz richtete sich vor allem gegen die von vielen ethnischen Assamesen als bedrohlich wahrgenommene Präsenz der bengalischen Sprache in Assam, die durch Zuwanderer aus Westbengalen und Ostpakistan (heute Bangladesch) Zulauf erhielt. Die Stammesvölker Assams sahen jedoch auch ihre eigene kulturelle Identität bedroht und protestierten gegen das Gesetz. 1960 wurde auf einer Konferenz in Shillong die All Party Hill Leaders’ Conference (APHLC) als Interessenvertretung der Stammesvölker gegründet. Die APHLC forderte die Ausgliederung der Stammesgebiete aus Assam und deren Zusammenschluss in Form eines neuen eigenen Bundesstaats. Dies wurde jedoch nicht nur von der Regierung Assams, sondern auch von der indischen Zentralregierung abgelehnt. Es kam in den folgenden Jahren zu einer Reihe von Verhandlungen und verschiedene Kommissionen wurden gebildet, um eine Kompromisslösung zu finden. 1967 wurde auch der Assam Official Language Act dahingehend modifiziert, dass in den Stammesgebieten Englisch und nicht Assamesisch die Amtssprache sein sollte, so wie die Stammesvölker dies gefordert hatten. Die APHLC war jedoch nicht mehr zu Kompromissen bereit und beharrte auf ihrer Forderung nach einem eigenen Bundesstaat. Am 11. September 1968 gab die indische Regierung unter Indira Gandhi ihre Absicht bekannt, einen separaten Hill state aus den beiden Distrikten Garo Hills und United Khasi and Jainthia Hills zu schaffen. Der Geograph Shiba P. Chatterjee schlug den Namen ‚Meghalaya‘ für den neuen Staat vor.
Am 2. April 1970 wurde der Autonome Staat Meghalaya durch Premierministerin Indira Gandhi offiziell in Shillong inauguriert. Meghalaya war weiterhin Bestandteil Assams, genoss jedoch weitestgehende Autonomie und hatte eine eigene Legislativversammlung. Nach der Ankündigung der Regierung Indira Gandhis vom 3. September 1970, dass die bisherigen Unionsterritorien Manipur und Tripura zu vollwertigen Bundesstaaten erhoben werden sollten, forderten die politischen Führer der APHLC denselben Status für Meghalaya. Am 10. November 1970 sagte die Premierministerin Meghalaya ebenfalls diesen Status zu. Der Bundesstaat wurde offiziell am 21. Januar 1972 gegründet. Shillong, die bisherige Hauptstadt Assams, wurde Hauptstadt Meghalayas und Assam verlegte seine Hauptstadt nach Gauhati.
Nach Erreichen der Bundesstaatlichkeit geriet die Politik in Meghalaya in ein ruhigeres Fahrwasser. Die großen Massendemonstrationen und Streikaktionen, die die APHLC in den 1960ern veranstaltet hatte, hörten auf. Der Bundesstaat ist auch von den schwerwiegenden ethnischen Auseinandersetzungen und Gewalttätigkeiten, die andere Staaten des indischen Nordosten (insbesondere Assam, Nagaland und Manipur) erschütterten, weitgehend frei geblieben. Während der Jahre 1979 bis 1985 griff die im Nachbarstaat Assam aktive Assam-Bewegung zum Teil auch auf Meghalaya über, nahm hier aber längst nicht solche Ausmaße wie in Assam an.

## Politik

### Politisches System
Die Legislative des Bundesstaates Meghalaya besteht aus einem Einkammernparlament, der Meghalaya Legislative Assembly. Die 60 Abgeordneten des Parlaments werden alle fünf Jahre durch Direktwahl in 60 Einpersonenwahlkreisen bestimmt (siehe Meghalayas Wahlkreis-Liste). Dabei gilt, wie überall in Indien, das relative Mehrheitswahlrecht nach britischem Vorbild. Das Parlament hat seinen Sitz in Shillong. Der Chief Minister (Regierungschef) Meghalayas wird vom Parlament gewählt. An der Spitze des Bundesstaats steht jedoch der vom indischen Präsidenten ernannte Gouverneur (Governor). Seine Hauptaufgaben sind die Ernennung des Chief Ministers und dessen Beauftragung mit der Regierungsbildung. Höchster Gerichtshof Meghalayas ist seit 2012 der Meghalaya High Court in Shillong. Vor 2012 befand sich Meghalaya im Jurisdiktionsbereich des Gauhati High Court.
Meghalaya stellt zwei Abgeordnete in der Lok Sabha, dem Unterhaus des indischen Parlaments, und einen im Oberhaus, der Rajya Sabha.

### Parteien
Die Parteienlandschaft Meghalayas wurde traditionell von der Kongresspartei (INC) auf der einen und einer Reihe von Regionalparteien auf der anderen Seite geprägt. Die Parteienlandschaft ist relativ stark zersplittert, was zu einer gewissen Kurzlebigkeit der Regierungen führt. Seit Gründung des Bundesstaates 1972 bis zum Jahr 2018 amtierten 20 Regierungen (durchschnittliche Dauer 2,3 Jahre). Die All Party Hill Leaders’ Conference (APHLC), die in den 1960ern und frühen 1970ern die Bewegung zur Gründung des Bundesstaats vorangetragen hatte, hätte möglicherweise das Potential gehabt, eine starke Regionalpartei im Bundesstaat zu werden. Sie schloss sich aber im Jahr 1976 unter Führung des damaligen Chief Ministers zum großen Teil der Kongresspartei an. Zwar führten andere APHLC-Mitglieder die Partei weiter, jedoch erholte diese sich nicht mehr von diesem Schlag und verschwand später von der politischen Bildfläche. Seitdem existieren verschiedene Regionalparteien neben der Kongresspartei, wobei meist keine dieser Parteien stark genug ist, die absolute Mehrheit zu erringen.
Als Ergebnis der Parlamentswahl im Februar 2013 gewann die Kongresspartei 29 von 60 Wahlkreisen. Fünf Regionalparteien waren danach im Parlament vertreten: Die United Democratic Party (UDP) mit acht, die Hill State People’s Democratic Party (HSPDP) mit vier, die National People’s Party (NPP) mit zwei sowie der Garo National Council (GCC) und die North East Social Democratic Party (NESDP) mit jeweils einem Abgeordneten. Dazu kamen die überregionale Nationalist Congress Party mit zwei Sitzen und dreizehn unabhängige Abgeordnete. Als Ergebnis der Wahl wurde der Kongress-Politiker Mukul Sangma, der bereits seit dem 20. April 2010 das Amt des Chief Ministers ausübte, mit der Unterstützung der NCP und elf unabhängiger Abgeordneten im Amt bestätigt. Bei der gesamtindischen Parlamentswahl 2014 ging von den zwei Wahlkreisen in Meghalaya einer an die Kongresspartei und einer an die NPP.
Bei der Parlamentswahl in Meghalaya am 27. Februar 2018 wurde die Kongresspartei mit 21 Mandaten trotz Verlusten erneut stärkste Partei. Die NPP gewann 20, die UDP 6, die im Vorjahr gegründete People’s Democratic Front 4, die BJP und HSPDP jeweils 2 und andere bzw. Unabhängige insgesamt 5 Mandate. Am 6. März wurde der NPP-Parteiführer Conrad Sangma an der Spitze einer Mehrparteienkoalition aus NPP, UDP, HSPDP, PDF und BJP als neuer Chief Minister vereidigt.

## Verwaltungsgliederung

### Aktuelle Distrikteinteilung
Der Bundesstaat Meghalaya ist in 11 Distrikte untergliedert. Zur Zeit der letzten Volkszählung 2011 waren es noch 7 Distrikte. Im Jahr 2012 wurden vier neue Distrikte gebildet: South West Khasi Hills aus Teilen des Distrikts West Khasi Hills, North Garo Hills aus Teilen von East Garo Hills und South West Garo Hills durch Abtrennung von West Garo Hills. Zusätzlich wurde der Distrikt Jaintia Hills in die beiden Distrikte East Jainthia Hills und West Jainthia Hills geteilt.
In der folgenden Tabelle sind die Einwohnerzahlen und Bevölkerungsdichte nach der Volkszählung 2011 angegeben (in den alten Distriktgrenzen):
| Distrikt 2011     | Verwaltungssitz | Einwohner 2011 | Fläche    | Bevölkerungsdichte |
| ----------------- | --------------- | -------------- | --------- | ------------------ |
| West Garo Hills†  | Tura            | 642.923        | 3.716 km² | 132 Einwohner/km²  |
| East Garo Hills†  | Williamnagar    | 317.618        | 2.603 km² | 122 Einwohner/km²  |
| South Garo Hills  | Baghmara        | 142.574        | 1.852 km² | 77 Einwohner/km²   |
| West Khasi Hills† | Nongstoin       | 385.601        | 5.282 km² | 73 Einwohner/km²   |
| East Khasi Hills  | Shillong        | 824.059        | 2.822 km² | 292 Einwohner/km²  |
| Ri-Bhoi           | Nongpoh         | 258.380        | 2.370 km² | 109 Einwohner/km²  |
| Jaintia Hills†    | Jowai           | 392.852        | 3.814 km² | 103 Einwohner/km²  |

Die 11 Distrikte Meghalayas

Entwicklung der Distrikteinteilung in Meghalaya seit 1972

† Nach der Distriktneueinteilung im Jahr 2012 veränderte Grenzen

### Historische Entwicklung der Distrikteinteilung
Nach der Gründung Meghalayas im Jahr 1972 bestanden zwei Distrikte: Garo Hills und United Khasi and Jaintia Hills. In den folgenden Jahrzehnten wurden neue Distrikte gebildet und die Zahl der Distrikte vermehrte sich auf 11:
22. Feb. 1972: Jaintia Hills und Khasi Hills durch Teilung von United Khasi and Jaintia Hills (3 Distrikte).
22. Okt. 1976: East Garo Hills und West Garo Hills durch Teilung von Garo Hills (4 Distrikte).
28. Okt. 1976: East Khasi Hills und West Khasi Hills durch Teilung des Distrikts Khasi Hills (5 Distrikte).
04. Jun. 1992: Ri-Bhoi durch Abtrennung von East Khasi Hills (6 Distrikte).
18. Jun. 1992: South Garo Hills aus Teilen von East Garo Hills (7 Distrikte).
27. Juli  2012: North Garo Hills aus Teilen von East Garo Hills (8 Distrikte).
31. Juli  2012: East Jaintia Hills und West Jaintia Hills durch Teilung des Distrikts Jaintia Hills (9 Distrikte).
03. Aug. 2012: South West Khasi Hills aus Teilen des Distrikts West Khasi Hills (10 Distrikte).
07. Aug. 2012: South West Garo Hills aus Teilen von West Garo Hills (11 Distrikte).
10. Nov. 2021: Eastern West Khasi Hills aus Teilen von West Khasi Hills (12 Distrikte).

## Dokumentarfilme
- Uschi Madeisky, Klaus Werner: Trommeln der Liebe – Bräutigamraub bei den Garo in Indien. Colorama Film für NDR, Deutschland 2001 (60 Minuten; Presse).
- Siehe Dokumentarfilme über Khasi, auch zu den Jaintia.